# Melanie García
Melanie García   (nacida el 21 de septiembre de 1990) es una jugadora de hockey sobre hierba española. 
Es medalla de bronce en el mundial de Londres 2018.